# Liste des meilleurs joueurs par statistiques en NBA par saison
Cet article présente la liste des meilleurs joueurs par statistiques en NBA par saison. En effet, chaque année, la National Basketball Association (NBA) décerne le titre de meilleur joueur dans les cinq catégories statistiques de base du basket-ball : points, rebonds, passes décisives, interceptions et contres, mais également du nombre de paniers marqués, des tirs à trois points et du taux de réussite aux lancers francs.

## Explications
Les titres de meilleur marqueur et meilleur passeur ont été décernés lors de la saison 1946–47 quand la ligue a disputé sa première saison, de même que pour le nombre de paniers et la réussite aux lancers francs. Le titre de meilleur rebondeur a été reconnu lors de la saison 1950-51. Quant aux titres de meilleur intercepteur et meilleur contreur, ils n'existent que depuis la saison 1973-74. Celui de meilleur tireur à trois points ne sera décerné qu'à partir de la saison 1979-80.

### Classements
Pour pouvoir être classé et prétendre au titre de meilleur de la ligue dans une catégorie de statistique, le joueur doit répondre à un minimum de critères édictés dans le Rate Statistic Requirements.

### Légende
|            |            | Joueur encore en activité en NBA                       |                                                        |                                                        |                                                        |                                                        |
|            |            | Joueur intronisé au Basketball Hall of Fame            |                                                        |                                                        |                                                        |                                                        |
| Joueur (X) | Joueur (X) | Le nombre entre parenthèses indique le total de titres | Le nombre entre parenthèses indique le total de titres | Le nombre entre parenthèses indique le total de titres | Le nombre entre parenthèses indique le total de titres | Le nombre entre parenthèses indique le total de titres |

## Tableau par saison
| Saison      | Points                  | Rebonds               | Passes                 | Interceptions              | Contres                 | % Paniers             | % Trois points    | % Lancers francs       | Réf    |
| ----------- | ----------------------- | --------------------- | ---------------------- | -------------------------- | ----------------------- | --------------------- | ----------------- | ---------------------- | ------ |
| 1946-1947   | Joe Fulks               | —                     | Ernie Calverley        | —                          | —                       | Bob Feerick           | —                 | Fred Scolari           | [ 2 ]  |
| 1947-1948   | Max Zaslofsky           | —                     | Ernie Calverley (2)    | —                          | —                       | Buddy Jeannette       | —                 | Bob Feerick            | [ 3 ]  |
| 1948-1949   | George Mikan            | —                     | Bob Davies             | —                          | —                       | Arnie Risen           | —                 | Bob Feerick (2)        | [ 4 ]  |
| 1949-1950   | George Mikan (2)        | —                     | Andy Phillip           | —                          | —                       | Alex Groza            | —                 | Max Zaslofsky          | [ 5 ]  |
| 1950-1951   | George Mikan (3)        | Dolph Schayes         | Andy Phillip (2)       | —                          | —                       | Alex Groza (2)        | —                 | Joe Fulks              | [ 6 ]  |
| 1951-1952   | Paul Arizin             | Larry Foust           | Andy Phillip (3)       | —                          | —                       | Paul Arizin           | —                 | Bobby Wanzer           | [ 7 ]  |
| 1951-1952   | Paul Arizin             | Mel Hutchins          | Andy Phillip (3)       | —                          | —                       | Paul Arizin           | —                 | Bobby Wanzer           | [ 7 ]  |
| 1952-1953   | Neil Johnston           | George Mikan          | Bob Cousy              | —                          | —                       | Ed Macauley           | —                 | Bill Sharman           | [ 8 ]  |
| 1952-1953   | Neil Johnston           | George Mikan          | Bob Cousy              | —                          | —                       | Neil Johnston         | —                 | Bill Sharman           | [ 8 ]  |
| 1953-1954   | Neil Johnston (2)       | Harry Gallatin        | Bob Cousy (2)          | —                          | —                       | Ed Macauley (2)       | —                 | Bill Sharman (2)       | [ 9 ]  |
| 1954-1955   | Neil Johnston (3)       | Neil Johnston         | Bob Cousy (3)          | —                          | —                       | Larry Foust           | —                 | Bill Sharman (3)       | [ 10 ] |
| 1955-1956   | Bob Pettit              | Bob Pettit            | Bob Cousy (4)          | —                          | —                       | Neil Johnston (2)     | —                 | Bill Sharman (4)       | [ 11 ] |
| 1956-1957   | Paul Arizin (2)         | Maurice Stokes        | Bob Cousy (5)          | —                          | —                       | Neil Johnston (3)     | —                 | Bill Sharman (5)       | [ 12 ] |
| 1957-1958   | George Yardley          | Bill Russell          | Bob Cousy (6)          | —                          | —                       | Jack Twyman           | —                 | Dolph Schayes          | [ 13 ] |
| 1958-1959   | Bob Pettit (2)          | Bill Russell (2)      | Bob Cousy (7)          | —                          | —                       | Ken Sears             | —                 | Bill Sharman (6)       | [ 14 ] |
| 1959-1960   | Wilt Chamberlain        | Wilt Chamberlain      | Bob Cousy (8)          | —                          | —                       | Ken Sears (2)         | —                 | Dolph Schayes (2)      | [ 15 ] |
| 1960-1961   | Wilt Chamberlain (2)    | Wilt Chamberlain (2)  | Oscar Robertson        | —                          | —                       | Wilt Chamberlain      | —                 | Bill Sharman (7)       | [ 16 ] |
| 1961-1962   | Wilt Chamberlain (3)    | Wilt Chamberlain (3)  | Oscar Robertson (2)    | —                          | —                       | Walt Bellamy          | —                 | Dolph Schayes (3)      | [ 17 ] |
| 1963-1963   | Wilt Chamberlain (4)    | Wilt Chamberlain (4)  | Guy Rodgers            | —                          | —                       | Wilt Chamberlain (2)  | —                 | Larry Costello         | [ 18 ] |
| 1963-1964   | Wilt Chamberlain (5)    | Bill Russell (3)      | Oscar Robertson (3)    | —                          | —                       | Jerry Lucas           | —                 | Oscar Robertson        | [ 19 ] |
| 1964-1965   | Wilt Chamberlain (6)    | Bill Russell (4)      | Oscar Robertson (4)    | —                          | —                       | Wilt Chamberlain (3)  | —                 | Larry Costello (2)     | [ 20 ] |
| 1965-1966   | Wilt Chamberlain (7)    | Wilt Chamberlain (5)  | Oscar Robertson (5)    | —                          | —                       | Wilt Chamberlain (4)  | —                 | Larry Siegfried        | [ 21 ] |
| 1966-1967   | Rick Barry              | Wilt Chamberlain (6)  | Guy Rodgers (2)        | —                          | —                       | Wilt Chamberlain (5)  | —                 | Adrian Smith           | [ 22 ] |
| 1967-1968   | Dave Bing               | Wilt Chamberlain (7)  | Wilt Chamberlain       | —                          | —                       | Wilt Chamberlain (6)  | —                 | Oscar Robertson (2)    | [ 23 ] |
| 1968-1969   | Elvin Hayes             | Wilt Chamberlain (8)  | Oscar Robertson (6)    | —                          | —                       | Wilt Chamberlain (7)  | —                 | Larry Siegfried (2)    | [ 24 ] |
| 1969-1970   | Jerry West              | Elvin Hayes           | Lenny Wilkens          | —                          | —                       | Johnny Green          | —                 | Flynn Robinson         | [ 25 ] |
| 1970-1971   | Lew Alcindor            | Wilt Chamberlain (9)  | Norm Van Lier          | —                          | —                       | Johnny Green (2)      | —                 | Chet Walker            | [ 26 ] |
| 1971-1972   | Kareem Abdul-Jabbar (2) | Wilt Chamberlain (10) | Jerry West             | —                          | —                       | Wilt Chamberlain (8)  | —                 | Jack Marin             | [ 27 ] |
| 1972-1973   | Nate Archibald          | Wilt Chamberlain (11) | Nate Archibald         | —                          | —                       | Wilt Chamberlain (9)  | —                 | Rick Barry             | [ 28 ] |
| 1973-1974   | Bob McAdoo              | Elvin Hayes (2)       | Ernie DiGregorio       | Larry Steele               | Elmore Smith            | Bob McAdoo            | —                 | Ernie DiGregorio       | [ 29 ] |
| 1974-1975   | Bob McAdoo (2)          | Wes Unseld            | Kevin Porter           | Rick Barry                 | Kareem Abdul-Jabbar     | Don Nelson            | —                 | Rick Barry (2)         | [ 30 ] |
| 1975-1976   | Bob McAdoo (3)          | Kareem Abdul-Jabbar   | Slick Watts            | Slick Watts                | Kareem Abdul-Jabbar (2) | John Shumate          | —                 | Rick Barry (3)         | [ 31 ] |
| 1975-1976   | Bob McAdoo (3)          | Kareem Abdul-Jabbar   | Slick Watts            | Slick Watts                | Kareem Abdul-Jabbar (2) | Wes Unseld            | —                 | Rick Barry (3)         | [ 31 ] |
| 1976-1977   | Pete Maravich           | Bill Walton           | Don Buse               | Don Buse                   | Bill Walton             | Kareem Abdul-Jabbar   | —                 | Ernie DiGregorio (2)   | [ 32 ] |
| 1977-1978   | George Gervin           | Leonard Robinson      | Kevin Porter (2)       | Ron Lee                    | George Johnson          | Bobby Jones           | —                 | Rick Barry (4)         | [ 33 ] |
| 1978-1979   | George Gervin (2)       | Moses Malone          | Kevin Porter (3)       | M.L. Carr                  | Kareem Abdul-Jabbar (3) | Cedric Maxwell        | —                 | Rick Barry (5)         | [ 34 ] |
| 1979-1980   | George Gervin (3)       | Swen Nater            | Micheal Ray Richardson | Micheal Ray Richardson     | Kareem Abdul-Jabbar (4) | Cedric Maxwell (2)    | Fred Brown        | Rick Barry (6)         | [ 35 ] |
| 1980-1981   | Adrian Dantley          | Moses Malone (2)      | Kevin Porter (4)       | Magic Johnson              | George Johnson (2)      | Artis Gilmore         | Brian Taylor      | Calvin Murphy          | [ 36 ] |
| 1981-1982   | George Gervin (4)       | Moses Malone (3)      | Johnny Moore           | Magic Johnson (2)          | George Johnson (3)      | Artis Gilmore (2)     | Campy Russell     | Kyle Macy              | [ 37 ] |
| 1982-1983   | Alex English            | Moses Malone (4)      | Magic Johnson          | Micheal Ray Richardson (2) | Tree Rollins            | Artis Gilmore (3)     | Mike Dunleavy Sr. | Calvin Murphy (2)      | [ 38 ] |
| 1983-1984   | Adrian Dantley (2)      | Moses Malone (5)      | Magic Johnson (2)      | Rickey Green               | Mark Eaton              | Artis Gilmore (4)     | Darrell Griffith  | Larry Bird             | [ 39 ] |
| 1984-1985   | Bernard King            | Moses Malone(6)       | Isiah Thomas           | Micheal Ray Richardson (3) | Mark Eaton (2)          | James Donaldson       | Byron Scott       | Kyle Macy (2)          | [ 40 ] |
| 1985-1986   | Dominique Wilkins       | Bill Laimbeer         | Magic Johnson (3)      | Alvin Robertson            | Manute Bol              | Steve Johnson         | Craig Hodges      | Larry Bird (2)         | [ 41 ] |
| 1986-1987   | Michael Jordan          | Charles Barkley       | Magic Johnson (4)      | Alvin Robertson (2)        | Mark Eaton (3)          | Kevin McHale          | Kiki Vandeweghe   | Larry Bird (3)         | [ 42 ] |
| 1987-1988   | Michael Jordan (2)      | Michael Cage          | John Stockton          | Michael Jordan             | Mark Eaton (4)          | Kevin McHale (2)      | Craig Hodges (2)  | Jack Sikma             | [ 43 ] |
| 1988-1989   | Michael Jordan (3)      | Hakeem Olajuwon       | John Stockton (2)      | John Stockton              | Manute Bol (2)          | Dennis Rodman         | Jon Sundvold      | Magic Johnson          | [ 44 ] |
| 1989-1990   | Michael Jordan (4)      | Hakeem Olajuwon (2)   | John Stockton (3)      | Michael Jordan (2)         | Hakeem Olajuwon         | Mark West             | Steve Kerr        | Larry Bird (4)         | [ 45 ] |
| 1990-1991   | Michael Jordan (5)      | David Robinson        | John Stockton (4)      | Alvin Robertson (3)        | Hakeem Olajuwon (2)     | Buck Williams         | Jim Les           | Reggie Miller          | [ 46 ] |
| 1991-1992   | Michael Jordan (6)      | Dennis Rodman         | John Stockton (5)      | John Stockton (2)          | David Robinson          | Buck Williams (2)     | Dana Barros       | Mark Price             | [ 47 ] |
| 1992-1993   | Michael Jordan (7)      | Dennis Rodman (2)     | John Stockton (6)      | Michael Jordan (3)         | Hakeem Olajuwon (3)     | Cedric Ceballos       | B.J. Armstrong    | Mark Price (2)         | [ 48 ] |
| 1993-1994   | David Robinson          | Dennis Rodman (3)     | John Stockton (7)      | Nate McMillan              | Dikembe Mutombo         | Shaquille O'Neal      | Tracy Murray      | Mahmoud Abdul-Rauf     | [ 49 ] |
| 1994-1995   | Shaquille O'Neal        | Dennis Rodman (4)     | John Stockton (8)      | Scottie Pippen             | Dikembe Mutombo (2)     | Chris Gatling         | Steve Kerr (2)    | Spud Webb              | [ 50 ] |
| 1995-1996   | Michael Jordan (8)      | Dennis Rodman (5)     | John Stockton (9)      | Gary Payton                | Dikembe Mutombo (3)     | Gheorghe Mureșan      | Tim Legler        | Mahmoud Abdul-Rauf (2) | [ 51 ] |
| 1996-1997   | Michael Jordan (9)      | Dennis Rodman (6)     | Mark Jackson           | Mookie Blaylock            | Shawn Bradley           | Gheorghe Mureșan (2)  | Glen Rice         | Mark Price (3)         | [ 52 ] |
| 1997-1998   | Michael Jordan (10)     | Dennis Rodman (7)     | Rod Strickland         | Mookie Blaylock (2)        | Marcus Camby            | Shaquille O'Neal (2)  | Dale Ellis        | Chris Mullin           | [ 53 ] |
| 1998-1999 , | Allen Iverson           | Chris Webber          | Jason Kidd             | Kendall Gill               | Alonzo Mourning         | Shaquille O'Neal (3)  | Dell Curry        | Reggie Miller (2)      | [ 54 ] |
| 1999-2000   | Shaquille O'Neal (2)    | Dikembe Mutombo       | Jason Kidd (2)         | Eddie Jones                | Alonzo Mourning (2)     | Shaquille O'Neal (4)  | Hubert Davis      | Jeff Hornacek          | [ 55 ] |
| 2000-2001   | Allen Iverson (2)       | Dikembe Mutombo (2)   | Jason Kidd (3)         | Allen Iverson              | Theo Ratliff            | Shaquille O'Neal (5)  | Brent Barry       | Reggie Miller (3)      | [ 56 ] |
| 2001-2002   | Allen Iverson (3)       | Ben Wallace           | Andre Miller           | Allen Iverson (2)          | Ben Wallace             | Shaquille O'Neal (6)  | Steve Smith       | Reggie Miller (4)      | [ 57 ] |
| 2002-2003   | Tracy McGrady           | Ben Wallace (2)       | Jason Kidd (4)         | Allen Iverson (3)          | Theo Ratliff (2)        | Eddy Curry            | Allan Houston     | Bruce Bowen            | [ 58 ] |
| 2003-2004   | Tracy McGrady (2)       | Kevin Garnett         | Jason Kidd (5)         | Baron Davis                | Theo Ratliff (3)        | Shaquille O'Neal (7)  | Anthony Peeler    | Peja Stojaković        | [ 59 ] |
| 2004-2005   | Allen Iverson (4)       | Kevin Garnett (2)     | Steve Nash             | Larry Hughes               | Andrei Kirilenko        | Shaquille O'Neal (8)  | Fred Hoiberg      | Reggie Miller (5)      | [ 60 ] |
| 2005-2006   | Kobe Bryant             | Kevin Garnett (3)     | Steve Nash (2)         | Gerald Wallace             | Marcus Camby (2)        | Shaquille O'Neal (9)  | Richard Hamilton  | Steve Nash             | [ 61 ] |
| 2006-2007   | Kobe Bryant (2)         | Kevin Garnett (4)     | Steve Nash (3)         | Baron Davis (2)            | Marcus Camby (3)        | Mikki Moore           | Jason Kapono      | Kyle Korver            | [ 62 ] |
| 2007-2008   | LeBron James            | Dwight Howard         | Chris Paul             | Chris Paul                 | Marcus Camby (4)        | Andris Biedriņš       | Jason Kapono (2)  | Peja Stojaković (2)    | [ 63 ] |
| 2008-2009   | Dwyane Wade             | Dwight Howard (2)     | Chris Paul (2)         | Chris Paul (2)             | Dwight Howard           | Shaquille O'Neal (10) | Anthony Morrow    | José Calderón          | [ 64 ] |
| 2009-2010   | Kevin Durant            | Dwight Howard (3)     | Steve Nash (4)         | Rajon Rondo                | Dwight Howard (2)       | Dwight Howard         | Kyle Korver       | Steve Nash (2)         | [ 65 ] |
| 2010-2011   | Kevin Durant (2)        | Kevin Love            | Steve Nash (5)         | Chris Paul (3)             | Andrew Bogut            | Nenê                  | Matt Bonner       | Stephen Curry          | [ 66 ] |
| 2011-2012 , | Kevin Durant (3)        | Dwight Howard (4)     | Rajon Rondo            | Chris Paul (4)             | Serge Ibaka             | Tyson Chandler        | Steve Novak       | Jamal Crawford         | [ 67 ] |
| 2012-2013   | Carmelo Anthony         | Dwight Howard (5)     | Rajon Rondo (2)        | Chris Paul (5)             | Serge Ibaka (2)         | DeAndre Jordan        | José Calderon     | Kevin Durant           | [ 68 ] |
| 2013-2014   | Kevin Durant (4)        | DeAndre Jordan        | Chris Paul (3)         | Chris Paul (6)             | Anthony Davis           | DeAndre Jordan (2)    | Kyle Korver (2)   | Brian Roberts          | [ 69 ] |
| 2014-2015   | Russell Westbrook       | DeAndre Jordan (2)    | Chris Paul (4)         | Kawhi Leonard              | Anthony Davis (2)       | DeAndre Jordan (3)    | Kyle Korver (3)   | Stephen Curry (2)      | [ 70 ] |
| 2015-2016   | Stephen Curry           | Andre Drummond        | Rajon Rondo (3)        | Stephen Curry              | Hassan Whiteside        | DeAndre Jordan (4)    | J. J. Redick      | Stephen Curry (3)      | [ 71 ] |
| 2016-2017   | Russell Westbrook (2)   | Hassan Whiteside      | James Harden           | Draymond Green             | Rudy Gobert             | DeAndre Jordan (5)    | Kyle Korver (4)   | C. J. McCollum         | [ 72 ] |
| 2017-2018   | James Harden            | Andre Drummond (2)    | Russell Westbrook      | Victor Oladipo             | Anthony Davis (3)       | Clint Capela          | Darren Collison   | Stephen Curry (4)      | [ 73 ] |
| 2018-2019   | James Harden (2)        | Andre Drummond (3)    | Russell Westbrook (2)  | Paul George                | Myles Turner            | Rudy Gobert           | Joe Harris        | Malcolm Brogdon        | [ 74 ] |
| 2019-2020 , | James Harden (3)        | Andre Drummond (4)    | LeBron James           | Ben Simmons                | Hassan Whiteside (2)    | Mitchell Robinson     | George Hill       | Brad Wanamaker         | [ 75 ] |
| 2020-2021 , | Stephen Curry (2)       | Clint Capela          | Russell Westbrook (3)  | Jimmy Butler               | Myles Turner (2)        | Rudy Gobert (2)       | Joe Harris (2)    | Chris Paul             | [ 76 ] |
| 2021-2022   | Joel Embiid             | Rudy Gobert           | Chris Paul (5)         | Dejounte Murray            | Jaren Jackson Jr.       | Rudy Gobert (3)       | Luke Kennard      | Jordan Poole           | [ 77 ] |
| 2022-2023   | Joel Embiid (2)         | Domantas Sabonis      | James Harden (2)       | OG Anunoby                 | Jaren Jackson Jr. (2)   | Nicolas Claxton       | Luke Kennard (2)  | Tyler Herro            | [ 78 ] |
| 2023-2024   | Luka Dončić             | Domantas Sabonis (2)  | Tyrese Haliburton      | De'Aaron Fox               | Victor Wembanyama       | Daniel Gafford        | Grayson Allen     | Klay Thompson          | [ 79 ] |
| 2024-2025   | Shai Gilgeous-Alexander | Domantas Sabonis (3)  | Trae Young             | Dyson Daniels              | Victor Wembanyama (2)   | Jarrett Allen         | Seth Curry        | Stephen Curry (5)      | [ 80 ] |